# Policja Stanisławów
Policja Stanisławów – polski klub piłkarski z siedzibą w mieście Stanisławów (obecnie Iwano-Frankiwsk na Ukrainie), działający w latach 1923–1929.

## Historia
Chronologia nazw:
- 1923: P.P.O.X. [Policja Państwowa Okręg X] Stanisławów
- 1928: K.S. Policji Państwowej Stanisławów
- 1929: K.S. Policja Stanisławów
- 1929: klub rozwiązano

Klub Sportowy Policja Państwowa O.X. został założony w Stanisławowie na początku lat 20. XX wieku. W 1923 roku drużyna grała mecze towarzyskie z klubem Bystrzyca Nadwórna. W 1928 jako K.S. Policji Państwowej zadebiutował w rozgrywkach Klasy C podokręgu Stanisławowskiego Lwowskiego OZPN. W 1929 pod nazwą Policja ponownie startował w Klasie C podokręgu Stanisławów Lwowskiego OZPN.
Po zakończeniu sezonu 1929 klub z nieznanych przyczyn przestał istnieć.